# Værnes Station (Trondheim Lufthavn)
Værnes Station (Værnes holdeplass) er en jernbanestation på Nordlandsbanen, der ligger i Stjørdal kommune i Norge. Stationen ligger ved Trondheim Lufthavn, Værnes, 33 km fra Trondheim Centralstation.  Nabostationerne er Hell i syd og Stjørdal i nord.
Stationen blev åbnet 15. november 1994 for at forbedre forbindelsen mellem luft- og jernbanetransport. Den er beliggende på den vestlige side af terminalen ved lufthavnen og er forbundet direkte med denne, en spadseretur på 200 meter. Mod nord fortsætter jernbanen i en tunnel under den primære landingsbane. Stationen betjenes dels af NSB's regionaltog i Trondheim-området og dels af fjerntog på Nordlandsbanen mellem Trondheim og Bodø.
Værnes Station har indtil videre kun et spor, det vestlige, men der er gjort lagt klar til anlæggelse af et krydsningsspor på den østlige side af perronen. Det er planlagt som en del af dobbeltsporet mellem Hell og Værnes

## Historie
Jernbanen forbi Værnes åbnede 27. oktober 1902 som en del af Hell–Sunnanbanen, i dag en del af Nordlandsbanen. Planerne om en jernbanestation i forbindelse med terminalen i Værnes blev lanceret i 1990, sammen med planerne om at bygge en ny terminal. Byggeriet af den nye terminal startede 1. oktober 1992. 15. marts 1993 offentliggjorde NSB, at de ville starte en pendlerrute mellem Steinkjer og Melhus, syd for Trondheim. Den nye rute ville give en halv times kortere rejsetid i myldretiden mellem Stjørdal og Melhus, og en times kortere rejsetid videre til Steinkjer. NSB oplyste at konceptet var baseret på succesen med Jærbanen, og de håbede at få en øgning i passagertallet på 70 %, til dels som følge af åbningen af en station ved lufthavnen. Det nye koncept ville også drage nytte af udvidelsen af Trondheim Centralstation som den vigtigste jernbanestation og busterminal i Trondheims centrum. Ruten ville gøre det lettere at rejse videre ad Dovrebanen til Oppdal og Rørosbanen til Tynset. Det blev anslået, at toget ville få en markedsandel på 10 % på strækningen. Den nye pendlerrute startede 1. september 1993.
Byggeriet af den nye station startede 7. april 1994, og kostede 24 mio. NOK. Den nye station blev åbnede 15. november 1994, samme dag som den nye flyterminal. Transportminister Kjell Opseth foretog den officielle indvielse. NSB udtalte at deres primære ikke var at konkurrere med flybussen, der havde afgange hvert kvarter, og som kørte til hotellerne i Trondheims centrum, men i stedet at tilbyde lettere transport til Værnes for indbyggerne i Nord-Trøndelag og syd for Trondheim. Det var den første lufthavn med egen jernbanestation i Nordeuropa, med Amsterdam Airport Schiphol som den nærmeste tilsvarende på det tidspunkt.